# Liste der SA-Gruppenführer
Die folgende Liste führt alle Personen auf, die in der Sturmabteilung (SA), der „Parteiarmee“ der NSDAP, den Rang eines Gruppenführers erreichten.
Da es der zweithöchste Rang in dieser Organisation war, wurden nur sehr wenige Gruppenführer ernannt. Nach dem bisherigen Forschungsstand wurden zwischen 1931 und 1945 bei mehreren Millionen SA-Angehörigen nur 120 Männer auf diesen Rang befördert, so dass nur ungefähr eine von 25.000 Personen, die der Organisation während der Gesamtzeit ihres Bestehens angehörten, diesen Rang erreichte.
Die folgende Auflistung folgt der 1969 von Horst Henrich im Auftrag des Bundesarchivs erstellten Rangliste der Obergruppenführer, Gruppenführer und Brigadeführer. Diese beruht auf einer systematischen Auswertung der von der SA-Führung herausgegebenen sogenannten „Führerbefehle“ aus den Jahren 1931 bis 1944, d. h. öffentlicher Bekanntmachungen über Beförderungen in der SA. Die Liste ist nach dem Datum der Ernennung zum Gruppenführer sortiert.
Da die Schutzstaffel (SS) bis zu ihrer Erhebung zu einer selbständigen Organisation im Juli 1934 offiziell-formal ein Teil der SA war, galten die zwischen 1931 und Juli 1934 ernannten SS-Gruppenführer zugleich als SA-Gruppenführer.

## Die SA-Gruppenführer
- Walther Stennes: ?[1]
- Fritz Haltern: ?[2]
- Walter Buch: 18. Dezember 1931 (MdR)
- Konstantin Hierl: 18. Dezember 1931 (MdR)
- Gregor Strasser: 18. Dezember 1931 (MdR)
- Otto Wagener: 18. Dezember 1931
- Fritz Weitzel: 18. Dezember 1931
- Josias Erbprinz von Waldeck-Pyrmont: 15. März 1932 (MdR)
- Kurt Daluege: 15. März 1932 (MdL)
- Udo von Woyrsch: 15. März 1932 (MdR)
- Friedrich Karl von Eberstein: 15. März 1932 (MdR)
- Georg von Detten: 15. September 1932 (MdR)
- Gustav Zunkel:
- Wilhelm Stegmann: 15. September 1932
- Gerret Korsemann: 15. Oktober 1932
- Friedrich Jeckeln: 4. Februar 1933
- Joseph Seydel: 1. März 1933
- Wilhelm Schmid: 1. März 1933 (MdR)
- Karl Schreyer: 1. März 1933
- Rolf Reiner: 1. März 1933
- Karl Ernst: 1. März 1933 (MdR)
- Hans Weinreich: 1. März 1933
- Konrad Schragmüller: 1. März 1933 (MdR)
- Walter Luetgebrune: 1. April 1933
- Hans Friedrich: 1. April 1933
- Emil Steinhoff: 1. April 1933
- Walther Darré: 14. Mai 1933 (MdR)
- Siegfried Seidel-Dittmarsch: 14. Mai 1933 (MdR)
- Hans Hayn: 1. Juli 1933 (MdR)
- Elhard von Morozowicz: 26. Juli 1933
- Carl Eduard Herzog von Sachsen Coburg-Gotha: 26. Juli 1933
- Ernst-Heinrich Schmauser: 15. September 1933
- Curt Wittje: 15. September 1933
- Werner Lorenz: 1. November 1933
- Wilhelm Reinhard: 1. November 1933
- Robert Bergmann: 9. November 1933
- August Heißmeyer: 28. Februar 1934
- Hans-Adolf Prützmann: 1. März 1934
- Reinhard Heydrich: 30. Juni 1934
- Erich von dem Bach-Zelewski: 11. Juli 1934 (MdR)
- Theodor Eicke: 11. Juli 1934
- Erich Reimann: 1. Mai 1937[3]
- Friedrich Fenz: 9. November 1937
- Richard Wagenbauer: 9. November 1937
- Fritz Schwitzgebel: 9. November 1937
- Erich Hasse: 9. November 1937
- Oskar Türk: 30. Januar 1938
- Karl Haas: 12. März 1938
- Robert Rigel: 12. März 1938
- Eugen Werkowitsch: 12. März 1938
- Josef Leopold: 12. März 1938
- Franz May: 15. Oktober 1938
- Achim von Arnim: 9. November 1938
- Max Linsmayer: 9. November 1938
- Rudolf Michaelis: 9. November 1938
- Walther Nibbe: 9. November 1938
- Leopold Damian: 9. November 1938
- Franz Bock: 9. November 1938
- Erich Boetel: 30. Januar 1939
- Wilhelm Dame: 30. Januar 1939
- Otto Ivers: 30. Januar 1939
- Ludwig Schmuck: 30. Januar 1939
- Franz Schattenfroh: 9. November 1939
- Max Lehmann: 30. Januar 1940
- Heinrich Hacker: 20. Oktober 1940
- Ludwig Fischer: 26. Oktober 1940
- Ernst Beißner: 30. Januar 1941
- Ernst Ludwig Fichte: 30. Januar 1941[4]
- Walther Heitmüller: 30. Januar 1941
- Hans Lehmann: 30. Januar 1941[5]
- Georg von Neufville: 30. Januar 1941
- Hans Petersen: 30. Januar 1941
- Hermann Schäfer: 30. Januar 1941
- Albert Schmierer: 30. Januar 1941
- Peter Stangier: 30. Januar 1941
- August Möslinger: 14. Juni 1941
- Richard Aster: 30. Januar 1942
- Reinhard Börner: 30. Januar 1942[6]
- Carl Caspary: 30. Januar 1942
- Georg Dechant: 30. Januar 1942
- Wilhelm Dittler: 30. Januar 1942
- Alfred Ernst: 30. Januar 1942
- Paul Faßbach: 30. Januar 1942
- Karl-Friedrich Dörnemann: 30. Januar 1942
- Otto Gümbel: 30. Januar 1942
- Albert Heinz: 30. Januar 1942
- Hans von Helms: 30. Januar 1942
- Walter Hoevel: 30. Januar 1942
- Oscar Jaster: 30. Januar 1942
- Karl Kraft: 30. Januar 1942
- Meinhard Marnitz: 30. Januar 1942
- Robert Schormann: 30. Januar 1942
- Fritz Vielstich: 30. Januar 1942
- Max Köglmaier: 30. Januar 1942
- Waldemar Geyer: 14. März 1942
- Hans Vogel: 20. April 1942
- Paul Hinkler: 25. Juni 1942
- Bernhard Hofmann: 22. Oktober 1942
- Felix Aumüller: 9. November 1942
- Franz Bauer: 9. November 1942
- Gustav Behrens: 9. November 1942
- Hermann Berchtold: 9. November 1942
- Hanns Bunge: 9. November 1942
- Edmund Philipp Diehl: 9. November 1942
- Hans Dippel: 9. November 1942
- Paul Holthoff: 9. November 1942
- Hermann Lohbeck: 9. November 1942[7]
- Hans-Joachim Riecke: 9. November 1942
- Curt Ludwig Ehrenreich von Burgsdorff: 2. April 1943
- Wilhelm von Allwörden: 20. April 1943
- Karl Lucke: 20. April 1943
- Hans Ivo Lukesch: 20. April 1943
- Franz Moraller: 20. April 1943
- Alfred Richter: 20. April 1943
- Max Solbrig: 20. April 1943
- Leonhard Gontermann: 9. November 1943
- Christian Schaper: 9. November 1943
- Thomas Girgensohn: 20. April 1944
- Karl Körner: 20. April 1944[8]
- Lorenz Ohrt: 20. April 1944[9]
- Hartwig von Rheden: 20. April 1944

### Sanitäts-Gruppenführer
- August Burger 1. August 1931
- Hermann Jensen 1. September 1931
- Eduard Kappelmeyer: 1. Januar 1932[10]
- Axel Daiber 1. März 1932
- Hanns Löhr 1. April 1932
- Ernst Beese 1. Juli 1932
- Bruno Czerwinski 1. Juli 1932
- Wilhelm Gaudin 1. Juli 1932
- Johannes Lohmann 1. Juli 1932
- Eberhard Pagels 1. Juli 1932
- Kurt Schönberg 1. Juli 1932
- Walter Schultze 1. Juli 1932
- Albert Schneider 1. Juli 1932
- K. Rettschlag 15. Dezember 1932
- Harry von Halem 1. Januar 1933
- Johann Giese 1. März 1933
- Hugo Hauke 15. März 1933
- Wilhelm Mörchen 1. September 1933
- Erich Bruns 30. Januar 1938
- Fritz Lauerbach 31. Januar 1938
- Kurt Blome 30. Januar 1941
- Hermann Boehm 9. November 1942
- Walter Haug 9. November 1942
- Otto Walther 9. November 1942

### Veterinär-Gruppenführer
- Friedrich Weber 9. November 1933

### Verwaltungs-Gruppenführer
- Kurt Plesch 30. Januar 1939
- Ernst Beißner 30. Januar 1941